# Olivia Grégoire
Pour les articles homonymes, voir Grégoire.

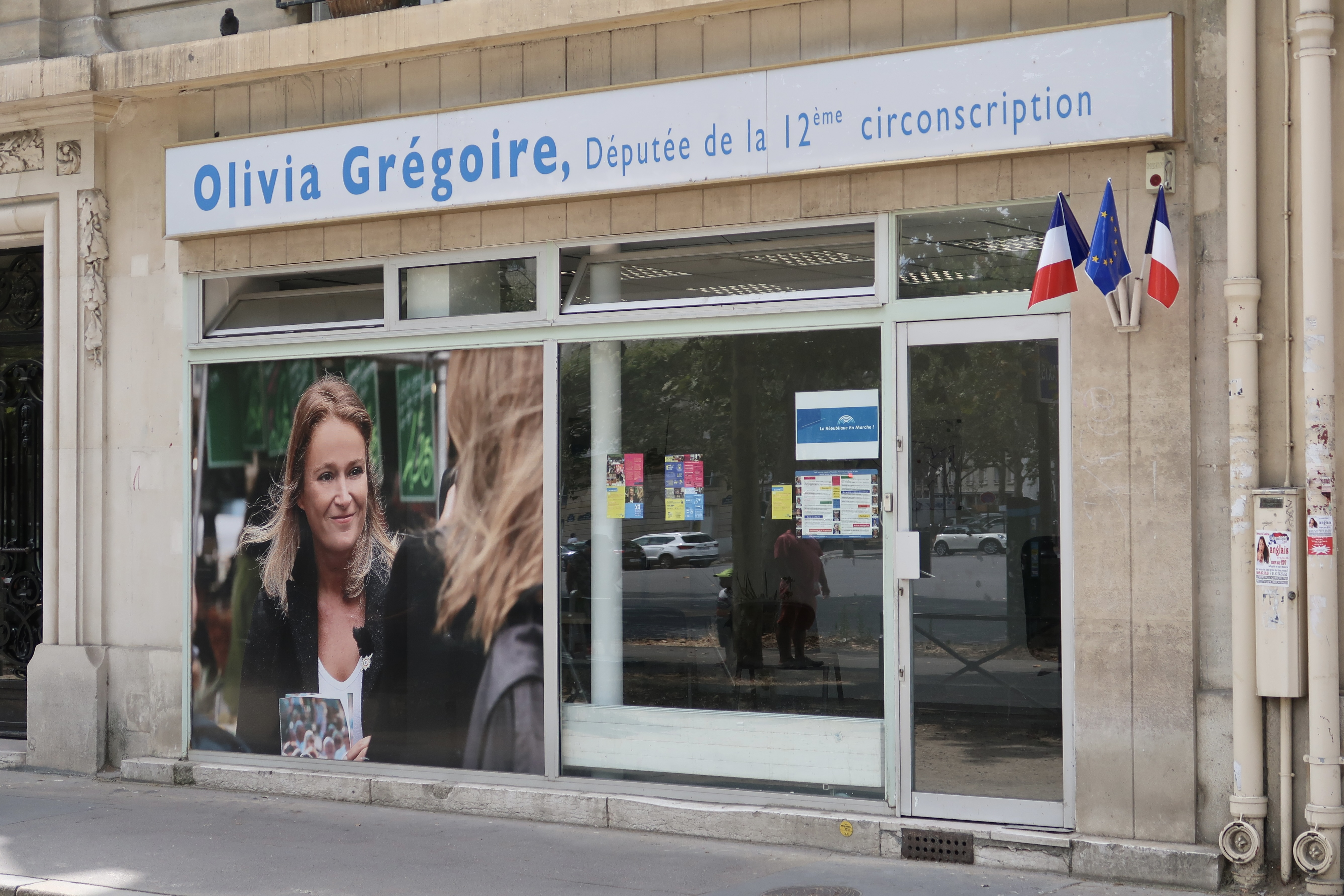
Permanence d'Olivia Grégoire au 4 place de Breteuil à Paris le 17 07 2018.

Olivia Grégoire, née le 30 septembre 1978 à Paris, est une femme politique française.
Membre de La République en marche (LREM), elle est élue députée dans la douzième circonscription de Paris lors des élections législatives de 2017.
Le 26 juillet 2020, elle est nommée secrétaire d'État chargée de l’Économie sociale, solidaire et responsable auprès du ministre de l'Économie, des Finances et de la Relance, dans le gouvernement Jean Castex.
Le 20 mai 2022, elle est nommée porte-parole du gouvernement Élisabeth Borne. Lors des élections législatives de 2022, elle est réélue députée dans la douzième circonscription de Paris.
Le 4 juillet 2022, elle est nommée ministre déléguée chargée des Petites et Moyennes Entreprises, du Commerce, de l'Artisanat et du Tourisme.

## Biographie

### Formation et carrière
Après une classe préparatoire littéraire au lycée Sainte-Marie de Neuilly, Olivia Grégoire obtient une licence d'histoire à l'université Paris-X en 1999[réf. souhaitée]. Diplômée de Sciences Po Paris en 2001 (section « communication »), elle complète sa formation à l'ESSEC en 2002 avec un master spécialisé en marketing,,.
Elle rejoint ensuite l’agence de publicité-communication DDB France en tant que directrice du développement durable. Elle occupe ensuite la même fonction pour l’agence de publicité W&Cie à partir de 2009 et dans l’entreprise Saint-Gobain en 2011.
Après une mission de deux ans pour Etalab jusqu'en 2013, une institution spécialisée dans l’ouverture des données publiques placée sous l’autorité du Premier ministre, elle rejoint comme directrice associée le cabinet d'intelligence économique français iStrat (depuis renommé Avisa Partners),,. Cette société avait été épinglée, à cette période par le Journal du Net pour la diffusion, sur des blogs hébergés par la presse en ligne, d'articles favorables à ses clients sous des identités fictives – dissimulant ainsi le caractère commandé de la publication et donc le conflit d'intérêts associé. Selon le témoignage d'anciens salariés d'iStrat, qui contredisent les déclarations d'Olivia Grégoire, elle aurait elle-même supervisé la rédaction de tels articles de commande dissimulés pour ses clients. Mi-2022, cette collaboration avec iStrat n'apparaissait pas dans les biographies présentes sur son site personnel ou sur le site du gouvernement. En juillet 2022, Mediapart accuse Avisa Partners d'avoir modifié sa fiche Wikipédia en passant par un pseudonyme n'ayant pas déclaré son conflit d'intérêts.
À son départ d'iStrat en avril 2014, elle fonde son propre cabinet de conseil en stratégie et communication, dénommé Olicare, spécialisé dans le suivi des PME et TPE et des sujets touchant au numérique et à la santé. Elle annonce sa fermeture au début de son mandat et procède à sa dissolution un an plus tard.

### Parcours politique

#### Débuts
Se situant dans « la droite libérale et constructive », elle milite dans sa jeunesse au sein des Jeunes avec Madelin, rattaché au parti Démocratie libérale,,. Elle est chargée de mission auprès du Premier ministre Jean-Pierre Raffarin de 2002 à 2005, puis collaboratrice de Xavier Bertrand au ministère de la Santé et des Solidarités de 2005 à 2007.
Début 2017, elle anime le groupe de travail sur les questions de santé au sein d'En marche. Le 19 mai 2017, elle reçoit l’investiture de La République en marche pour les élections législatives dans la douzième circonscription de Paris et est élue députée le 18 juin 2017 avec 56,36 % des voix à l’issue du second tour face au député-maire sortant Philippe Goujon (LR),. Durant la campagne, elle se définit comme « sociale-libérale » et présente Philippe Goujon comme appartenant à la « droite dure ».

#### Députée de Paris
Elle est vice-présidente de la commission des Finances, responsable du groupe de travail informel des députés LREM sur les TPE/PME et présidente de la commission spéciale chargée d'examiner le projet de loi « Pacte »,,.
Elle soutient, en septembre 2018, la candidature de Gilles Le Gendre, lui aussi député de Paris, pour la présidence du groupe LREM.
Face au mouvement des Gilets jaunes, elle plaide pour « mettre en place des référendums régionaux ».
Après la désignation de Benjamin Griveaux comme tête de liste de LREM pour les élections municipales de 2020 à Paris, elle est chargée de la communication au sein de son équipe de campagne.

#### Secrétaire d'État chargée de l’Économie sociale, solidaire et responsable
Le 26 juillet 2020, elle est nommée secrétaire d'État chargée de l’Économie sociale, solidaire et responsable auprès du ministre de l'Économie, des Finances et de la Relance, Bruno Le Maire, au sein du gouvernement Jean Castex. L'intitulé était absent des gouvernements précédents sous la présidence d'Emmanuel Macron. Mediapart relève qu'elle s'est dite « favorable à la « responsabilisation du capitalisme » », et estime qu'avec « ce poste attribué à une fidèle du chef de l’État, le gouvernement Castex renforce son affichage d’un engagement en faveur d’un capitalisme écologique et social », en y voyant cependant « une tentative de « social washing », à l’image de la politique promue par Amélie de Montchalin à la fonction publique ».

#### Porte-parole du gouvernement
Le 20 mai 2022, elle est nommée porte-parole, dans le gouvernement Élisabeth Borne jusqu'au remaniement du 4 juillet 2022.[réf. souhaitée]

#### Élections législatives de 2022
Le 12 juin 2022, Olivia Grégoire est qualifiée pour le deuxième tour des élections législatives en emportant 39,51 % des voix dans la douzième circonscription de Paris, « acquise à la macronie ». Elle est élue au deuxième tour avec 68,51 % des suffrages exprimés face à Céline Malaisé de la NUPES.[réf. souhaitée]

#### Ministre déléguée chargée des Petites et Moyennes Entreprises, du Commerce, de l'Artisanat et du Tourisme
Le 4 juillet 2022, elle est nommée ministre déléguée chargée des Petites et Moyennes Entreprises, du Commerce, de l'Artisanat et du Tourisme. A ce poste, elle déclare qu'une « mesure cruciale » pour remédier à la pénurie de main-d'œuvre saisonnière et des métiers en tension se situe dans la prochaine loi immigration à venir. Selon Olivia Grégoire, il est nécessaire d'« accepter pendant quelques années de régulariser des gens ». Elle assure que l'équipe gouvernementale est soudée sur cette question. Elle qualifie a contrario de « tambouille de politique » les discussions avec LR concernant un éventuel durcissement des régularisations d'étrangers dans les métiers en tension.

### Vie privée
En 2017, elle est en couple avec un urgentiste. Le 18 avril 2018, l'ancien Premier ministre Manuel Valls et Olivia Grégoire annoncent être en couple. Cependant, durant l'été 2018, Manuel Valls entame une relation avec Susana Gallardo Torrededia, riche héritière de l'entreprise pharmaceutique espagnole Almirall.
Catholique, elle est une fidèle de l'église Saint-François-Xavier de Paris.
Elle est proche du haut fonctionnaire Mathias Vicherat, de l'entrepreneur et intellectuel Mathieu Laine, ainsi que du communicant et économiste Robert Zarader.
Le 12 décembre 2021, elle donne naissance à une petite fille prénommée Romy née de sa relation avec son nouveau compagnon Philippe Aubry.

## Synthèse des résultats électoraux

### Élections législatives
| Année | Parti | Parti  | Circonscription | 1er tour | 1er tour | 1er tour | 2d tour | 2d tour | 2d tour | Issue |
| Année | Parti | Parti  | Circonscription | Voix     | %        | Rang     | Voix    | %       | Rang    | Issue |
| ----- | ----- | ------ | --------------- | -------- | -------- | -------- | ------- | ------- | ------- | ----- |
| 2017  |       | LREM   | 12e de Paris    | 21 275   | 46,98    | 1re      | 21 082  | 56,36   | 1re     | Élue  |
| 2022  | ENS   | 17 380 | 12e de Paris    | 39,51    | 1re      | 26 908   | 68,51   | 1re     | Élue    |       |
| 2024  | RE    | 22 145 | 12e de Paris    | 39,36    | 1re      | 31 676   | 65,20   | 1re     | Élue    |       |

## Publication
- « Le vote des Gilets jaunes », Commentaire, no 167,‎ 2019, p. 551-560 (lire en ligne, consulté le 15 novembre 2020). Via Cairn.info.